# Vivir un poco
Vivir un poco é uma telenovela mexicana produzida por Valentín Pimstein para a Televisa e exibida pelo Canal de las Estrellas entre 29 de julho de 1985 e 14 de março de 1986, sucedendo Tú o nadie e antecedendo Monte calvario, em 175 capitulos.
É um remake da telenovela chilena La madrasta, produzida em 1981, que posteriormente originou outras versões.
Foi protagonizada por Angélica Aragón e Rogelio Guerra, com atuações estelares de Arturo Peniche, Alberto Mayagoitia, Juan António Edwards, Patricia Pereyra, Irma Lozano e Augusto Benedicto, antagonizada por Beatriz Sheridan, Nuria Bages, Inés Morales, Gregorio Casal, Claudio Báez, Felicia Mercado e Carlos Ancira.

## Enredo
A história começa quando, há vinte anos um grupo de amigos viajam para Buenos Aires, Argentina, por mero prazer. Mas tudo muda quando uma noite em um dos quartos do hotel é ouvido o som de um tiro. Andrea Santos, uma das viajantes, é a primeira a ouvir e vai para o quarto para ver o que aconteceu. É aí onde ele encontra Martha morta no chão, ela leva a arma homicida por acidente e é acusada de ser a assassina. Meses mais tarde, Andrea é condenado e sentenciado a prisão perpétua, ainda mais depois de saber que a vítima estava grávida. Todos os que acreditaram que seus "amigos" viraram as costas para ela e até mesmo Gregório Merisa Obregón, seu marido, que deixou na Penal argentino e forçado a assinar a anulação do casamento. 
Ano 1985: Andrea se tornou uma mulher dura, amarga e cruel. É a mais antiga prisão compostos. presidiaria mais antigas do composto de prisão. Seus parceiros têm medo e respeito e apenas mantém contato com seu advogado, que sempre acreditou na sua vida e que visa ajudar a ela e através de cartas com o pai a seu sacerdote Benigno Consolador, que envia a ela comida mexicana e argila, com que Andrea torna muito citada, o números de venda de que lhe permitiu acumular uma grande fortuna.
Um destes dias, Andrea está finalmente a esquerda em liberdade após pedir o perdão pela décima segunda vez e decide voltar ao México; enquanto Gregório está prestes a casar com uma mulher Magdalena que "lembra" Andrea, embora seus filhos: Responsável Adrián, inquieto Atenas e a insegurança Aldo não estão de acordo com a União, principalmente porque é sobre um novo aniversário da "morte de sua mãe".Esta cerimónia Gregório Magno inventado para lhes fazer crer que a sua mãe tinha morrido e ocultar de modo que estava a cumprir pena por homicídio. Portanto criamos uma mãe falsa, colocando um estranho em fotografias. No mesmo ato, Gregorio lhes dá dinheiro, jóias e ações aos seus amigos para silenciar-los.
Dias mais tarde, o grupo de amigos recebem um estranho convite para um hotel, aparece a sua anfitriã, Andrea, que está de volta para recuperar os filhos que gripado e fazer justiça dando com o verdadeiro assassino de Martha, que é entre eles. Para começar a sua vingança contra aqueles que magoem, torna Gregorio quebrar galanteio com Magdalena e a re-se casar com ela, tornando-se a madrasta de seus próprios filhos, que rejeita e vai tornar a vida impossível, embora ela vai estar ganhando o seu afecto pouco a pouco. Em paralelo Andrea tentar descobrir o culpado do crime pelo qual paga injustamente, à medida que progrides na história. Todos tinham motivos para cometer este crime, alguém poderia ter sido.

## Elenco
- Angélica Aragón - Andrea Santos de Merisa Obregón
- Rogelio Guerra - Gregorio Merisa Obregón
- Beatriz Sheridan - Aura Merisa Obregón
- Irma Lozano - Rosa Merisa Obregón
- Juan Antonio Edwards - Rogelio Andrave Estravados
- Felicia Mercado - Magdalena Dávalos
- Claudio Báez - Armando Larrea
- Nuria Bages - Alfonsina Dávalos de Larrea
- Gregorio Casal - Gonzalo Marcos
- Inés Morales - Lilia de Marcos
- Carlos Ancira - Abundacio Llanos del Toro
- Arturo Peniche - Adrián Merisa Obregón
- Patricia Pereyra - Atenas Merisa Obregón
- Alberto Mayagoitia - Aldo Merisa Obregón
- Roberto Ballesteros - Marcos Llanos del Toro
- Manuel "Flaco" Ibáñez - Leonardo Rafael Fernández
- Rafael Inclán - Filogonio Llanos del Toro "Marabunta"
- Augusto Benedico - Padre Benigno
- Alma Delfina - Paulina Fernández
- Jaime Garza - Tintoretto Fernández
- Yula Pozo - Honesta de Fernández
- Aurora Molina - Vicenta "La Muda"
- Liliana Weimer - Silvina
- María Martín - La Baronesa
- Gaston Tuset - Alejandro Luccino
- Alejandro Landero - El Chico
- Miguel Cane - Rogelio
- Claudia Puenzo - Atenas
- Bernhardt Seifert - Adrián
- Gerardo Murguía
- Wolf Rubinsky - Alcalde
- Aurora Clavel - Secretaria de Andrea
- Cecilia Gabriela - Secretaria de Gregorio
- Bety Catania - Gina
- Roxana Saucedo - Serena
- Jorge Lavat - Antonio
- Claire D'Acquarone - Martha Estravados de Andrave
- Cynthia Klitbo
- Omar Fierro
- René Muñoz
- Raquel Argandoña -  Raquel

## Prêmios e indicações

### TVyNovelas
| Categoria                    | Indicado             | Resultado |
| ---------------------------- | -------------------- | --------- |
| Melhor telenovela            | Valentín Pimstein    | Indicado  |
| Melhor atriz protagonista    | Angélica Aragón      | Venceu    |
| Melhor ator protagonista     | Rogelio Guerra       | Indicado  |
| Melhor atriz antagonista     | Beatriz Sheridan     | Indicado  |
| Melhor ator principal        | Carlos Ancira        | Venceu    |
| Melhor ator principal        | Augusto Benedico     | Indicado  |
| Melhor atriz co-protagonista | Irma Lozano          | Venceu    |
| Melhor atriz co-protagonista | Nuria Bages          | Indicado  |
| Melhor ator co-protagonista  | Rafael Inclán        | Indicado  |
| Melhor atriz juvenil         | Alma Delfina         | Indicado  |
| Melhor ator juvenil          | Juan Antonio Edwards | Venceu    |
| Melhor ator juvenil          | Jaime Garza          | Indicado  |
| Revelação feminina           | Patricia Pereyra     | Venceu    |
| Revelação masculina          | Arturo Peniche       | Venceu    |
| Melhor história ou adaptação | Paulinho de Oliviera | Indicado  |
| Melhor direção de cena       | Pedro Damián         | Indicado  |
| Melhor atração feminina      | Patricia Pereyra     | Venceu    |